# Corporação Musical Euterpe

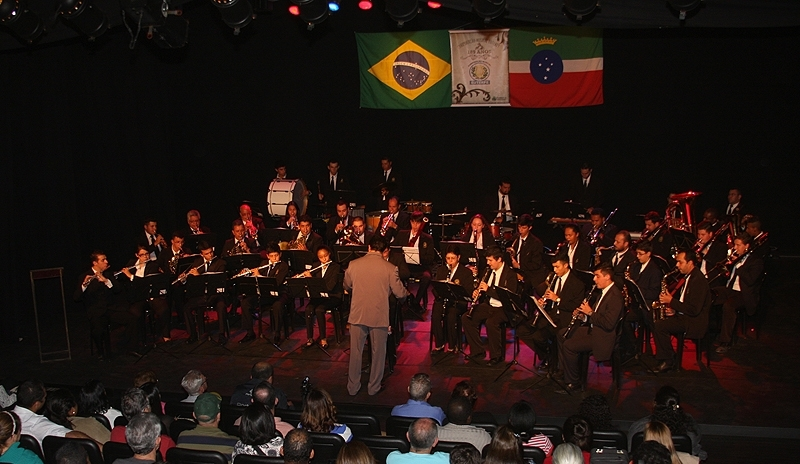
Comemoração dos 189 anos da Corporação Musical Euterpe.

A Corporação Musical Euterpe (Pindamonhangaba, 22 de agosto de 1825), é uma associação de músicos que atua com uma banda sinfônica, uma camerata e projetos na área de ensino da teoria e prática musical. Fundada na cidade de Pindamonhangaba em 22 de agosto de 1825 pelo Maestro João Batista de Oliveira , a Corporação Musical Euterpe está em atividade desde sua fundação, sendo assim considerada a banda musical mais antiga em atividade ininterrupta do Brasil.
A Corporação Musical Euterpe representa um símbolo vivo da tradição de seu povo. É lembrada sempre como a mensageira da poesia do lugar onde nasceu, por meio de retretas na praça ou no caminhar garboso de seus músicos pelas ruas de Pindamonhangaba.
Sua atual sede é próxima a região central da cidade de Pindamonhangaba, na Praça Dr. Emílio Ribas, bairro São Benedito. A corporação musical que é a mais antiga do Brasil em atividade e a quarta da América, continua despertando o interesse das novas gerações para a prática da música de qualidade e esse poder de rejuvenescimento é o segredo de sua longevidade.
A Corporação Musical Euterpe declarada de utilidade pública em 1958, pelo então Governador do Estado de São Paulo Jânio Quadros, e incluída como Patrimônio Cultural do Município (artigo 215, inciso VI) em 1990, através de uma Lei Orgânica do Município.

## História
A história é rica de grandes e gloriosos momentos. Passou por vários momentos de reestruturação, com Joaquim Gomes de Araújo (avô do maestro João Gomes de Araújo) em 1848. Mais tarde, Américo José de Farias, e depois João Antonio Romão também tiveram presenças significativas na história da Corporação Musical Euterpe, nome que faz referência a deusa da música da mitologia grega.
Em 1948, Leão Borges (médico e capitão do Exército Brasileiro) reanimou os músicos ao doar novos uniformes e novos instrumentos. Em 1954, o major Mário Agnelo Lacerda (tenente na época) deu uma nova dinâmica à corporação.
A Corporação Musical Euterpe já tocou no Rio de Janeiro a convite do Imperador do Brasil D. Pedro II e para o então governador Jânio Quadros em 1958. A Corporação Musical Euterpe participou de um dos mais famosos programas de rádio que já existiu, o “Lira de Xopotó”, da extinta Rádio Nacional que tinha a sede na cidade do Rio de Janeiro, essa apresentação memorável foi no dia 7 de março de 1964.
Em fevereiro de 2025, a Corporação Musical Euterpe foi oficialmente declarada patrimônio imaterial de Pindamonhangaba, em reconhecimento à sua significativa contribuição cultural ao longo de dois séculos de existência.  A oficialização como patrimônio imaterial ocorreu durante uma cerimônia no Teatro Galpão, que também marcou o lançamento do selo comemorativo dos 200 anos da banda, reforçando seu papel essencial na preservação e promoção da cultura musical de Pindamonhangaba. 
Para manter-se jovem e atraente aos novos músicos, o repertório é atualizado e adequado para seu tempo com os tradicionais dobrados, o maxixe, samba e outros ritmos da atualidade. Enquanto muitas bandas morreram, a Corporação Musical Euterpe luta para manter-se viva. Pela história que tem pra contar, sua existência é fundamental porque documentou boa parte da história e cultura de Pindamonhangaba e do Brasil.

## Luta pela Sobrevivência
Seria redundante afirmar que a Corporação Musical Euterpe tem que sobreviver. Isso é fato! Missão deixada por antepassados para que as gerações futuras tenham também um comprometimento com a banda que já tocou para barões e viscondes, governadores, e até imperadores. Qual outra entidade pode ostentar tantas primazias?
E para continuar sempre jovem, atualizada, dinâmica, sobeja e orgulhosa de sua rica história, a banda conta com a união de esforços de todos os segmentos da sociedade.
A Corporação Musical Euterpe não pode mais passar por situações constrangedoras como a de não ter recursos para a renovação de instrumentos, para troca de indumentária ou falta de transporte para apresentações em outras localidades. Preparada como signatária para receber seus alunos e desenvolver-lhes o sentimento de cidadania, civismo e amor pela música, a Corporação Musical Euterpe tem condições de continuar desafiando o tempo e preenchendo os ares com suas maviosas melodias.

## Coral Julia San Martin
Coral Julia San Martin é um coro vinculado à Corporação Musical Euterpe. Fundado em 2018, o coral se tornou um destaque na cena musical da cidade, com uma missão clara de difundir a boa música e o canto coral.
O coral é composto por mais de trinta pessoas, todas voluntárias apaixonadas pela música e comprometidas em promover a arte do canto coral. Atualmente, sob a regência da maestrina Denise Grazy, o Coral Julia San Martin realiza apresentações memoráveis em eventos pela cidade, encantando o público com sua harmonia e entusiasmo.
Uma data significativa em sua história ocorreu em agosto de 2019, quando o coral recebeu o nome "Coral Julia San Martin". Essa homenagem foi dedicada à querida historiadora e escritora do livro "A Fiel Depositária Euterpe", Julia San Martin, que desempenhou um papel fundamental na preservação da história da Corporação Euterpe e da cultura de Pindamonhangaba.
O Coral Julia San Martin é mais do que apenas um grupo vocal; é um símbolo do compromisso da Corporação Musical Euterpe em promover a música e a cultura, mantendo viva a tradição do canto coral.

## Projetos Sociais
A Corporação Musical Euterpe tem acalentado vários projetos sociais, pois acredita-se piamente que um patrimônio como esse que representa a quase bi-centenária corporação, necessita de constante oxigenação.
Alem disso, é possível um trabalho paralelo com as comunidades, fazendo com que a criança ou o jovem sinta prazer em aprender música de qualidade, ficando assim distante do submundo que representa hoje a vida nos bairros.
Pensando assim, o ideal da Corporação Musical Euterpe é trazer para o convívio da música as crianças e adolescentes que residem em bairros de periferia, ou ainda absorver jovens músicos que se desenvolveram no Projeto Guri, mas que agora não encontram locais e oportunidades para darem continuidade a um aprendizado.

### Projeto Aprendiz CME
A banda teve início em 2009 e conta com 20 alunos de idade mínima de 06 anos. O Programa Aprendiz CME ,  visa a inclusão social  formação de novos músicos, para compor a Corporação Musical Euterpe, sempre renovando o quadro de músicos e permitindo a longevidade da quase bicentenária banda, no ano de 2018 a Corporação Musical Euterpe , executa um Projeto na Rede Municipal de Ensino que é o Projeto Musicando na Escola que atende 100 crianças de 07 aos 11 anos .

## Regentes Titulares
- Marcos Roberto de Souza, da Banda experimental e da Banda sinfônica
- Willians Jobair da Silva, cordas
- Denise Graziele de Lima, do Coral Julia San Martin